# Payroux
Pour les articles homonymes, voir Payroux (homonymie).
Payroux est une commune du Centre-Ouest de la France, située dans le département de la Vienne en région Nouvelle-Aquitaine.

## Géographie

### Localisation
La commune de Payroux s'étend sur 3 005 hectares et est située à 50 km au sud de Poitiers, à une vingtaine de kilomètres de Civray et à 4 km de Saint-Martin-l'Ars ; en pays civraisien, caractérisé par un paysage de collines.
Le centre bourg est sur une hauteur dominant la vallée du Payroux juste avant sa confluence avec le Clain.

### Communes limitrophes
| Château-Garnier   |          | Usson-du-Poitou    |
| Joussé            | Payroux  | Saint-Martin-l'Ars |
| La Chapelle-Bâton | Charroux | Mauprévoir         |

### Climat
Pour des articles plus généraux, voir Climat de la Nouvelle-Aquitaine et Climat de la Vienne.
Historiquement, la commune est exposée à un climat océanique du nord-ouest.  
En 2020, Météo-France publie une typologie des climats de la France métropolitaine dans laquelle la commune est exposée à un climat océanique altéré et est dans la région climatique  Poitou-Charentes, caractérisée par un bon ensoleillement, particulièrement en été et des vents modérés.
Pour la période 1971-2000, la température annuelle moyenne est de 11,6 °C, avec une amplitude thermique annuelle de 14,8 °C. Le cumul annuel moyen de précipitations est de 854 mm, avec 11,5 jours de précipitations en janvier et 7 jours en juillet. Pour la période 1991-2020, la température moyenne annuelle observée sur la station météorologique la plus proche, située sur la commune du Vigeant à 12,69 km à vol d'oiseau, est de 12,4 °C et le cumul annuel moyen de précipitations est de 781,8 mm,. Pour l'avenir, les paramètres climatiques de la commune estimés pour 2050 selon différents scénarios d’émission de gaz à effet de serre sont consultables sur un site dédié publié par Météo-France en novembre 2022.

## Urbanisme

### Typologie
Au 1er janvier 2024, Payroux est catégorisée commune rurale à habitat dispersé, selon la nouvelle grille communale de densité à sept niveaux définie par l'Insee en 2022.
Elle est située hors unité urbaine et hors attraction des villes,.

### Occupation des sols
L'occupation des sols de la commune, telle qu'elle ressort de la base de données européenne d’occupation biophysique des sols Corine Land Cover (CLC), est marquée par l'importance des territoires agricoles (95,8 % en 2018), une proportion sensiblement équivalente à celle de 1990 (95,7 %). La répartition détaillée en 2018 est la suivante : 
terres arables (64,6 %), prairies (22,2 %), zones agricoles hétérogènes (9 %), forêts (3,3 %), zones urbanisées (0,9 %). L'évolution de l’occupation des sols de la commune et de ses infrastructures peut être observée sur les différentes représentations cartographiques du territoire : la carte de Cassini (XVIIIe siècle), la carte d'état-major (1820-1866) et les cartes ou photos aériennes de l'IGN pour la période actuelle (1950 à aujourd'hui).

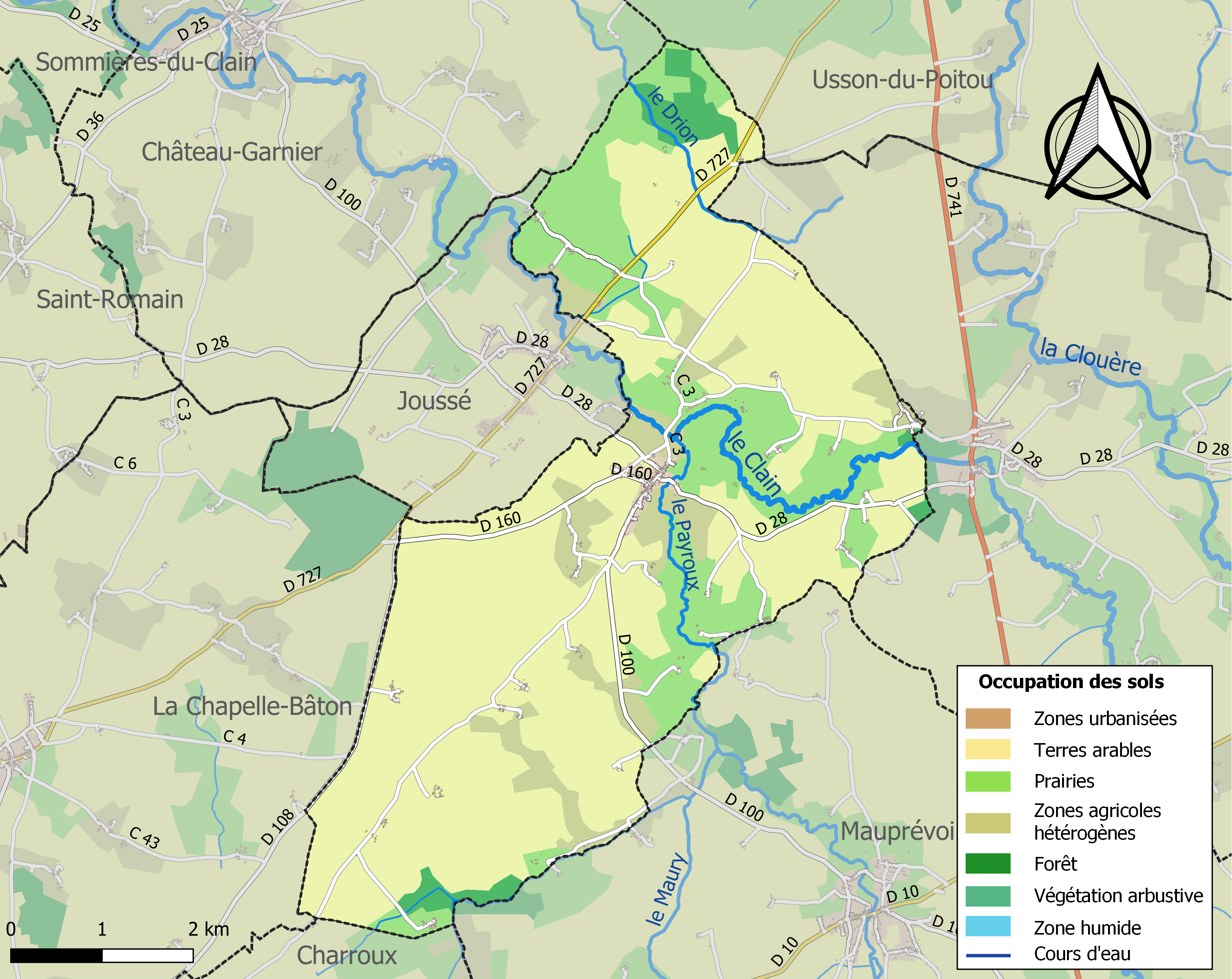
Carte des infrastructures et de l'occupation des sols de la commune en 2018 (CLC).

### Risques majeurs
Le territoire de la commune de Payroux est vulnérable à différents aléas naturels : météorologiques (tempête, orage, neige, grand froid, canicule ou sécheresse), inondations, mouvements de terrains et séisme (sismicité faible). Il est également exposé à un risque technologique, le transport de matières dangereuses. Un site publié par le BRGM permet d'évaluer simplement et rapidement les risques d'un bien localisé soit par son adresse soit par le numéro de sa parcelle.

#### Risques naturels
Certaines parties du territoire communal sont susceptibles d’être affectées par le risque d’inondation par débordement de cours d'eau, notamment le Payroux, le Clain et le Drion. La commune a été reconnue en état de catastrophe naturelle au titre des dommages causés par les inondations et coulées de boue survenues en 1982, 1983, 1993, 1995, 1999 et 2010,.

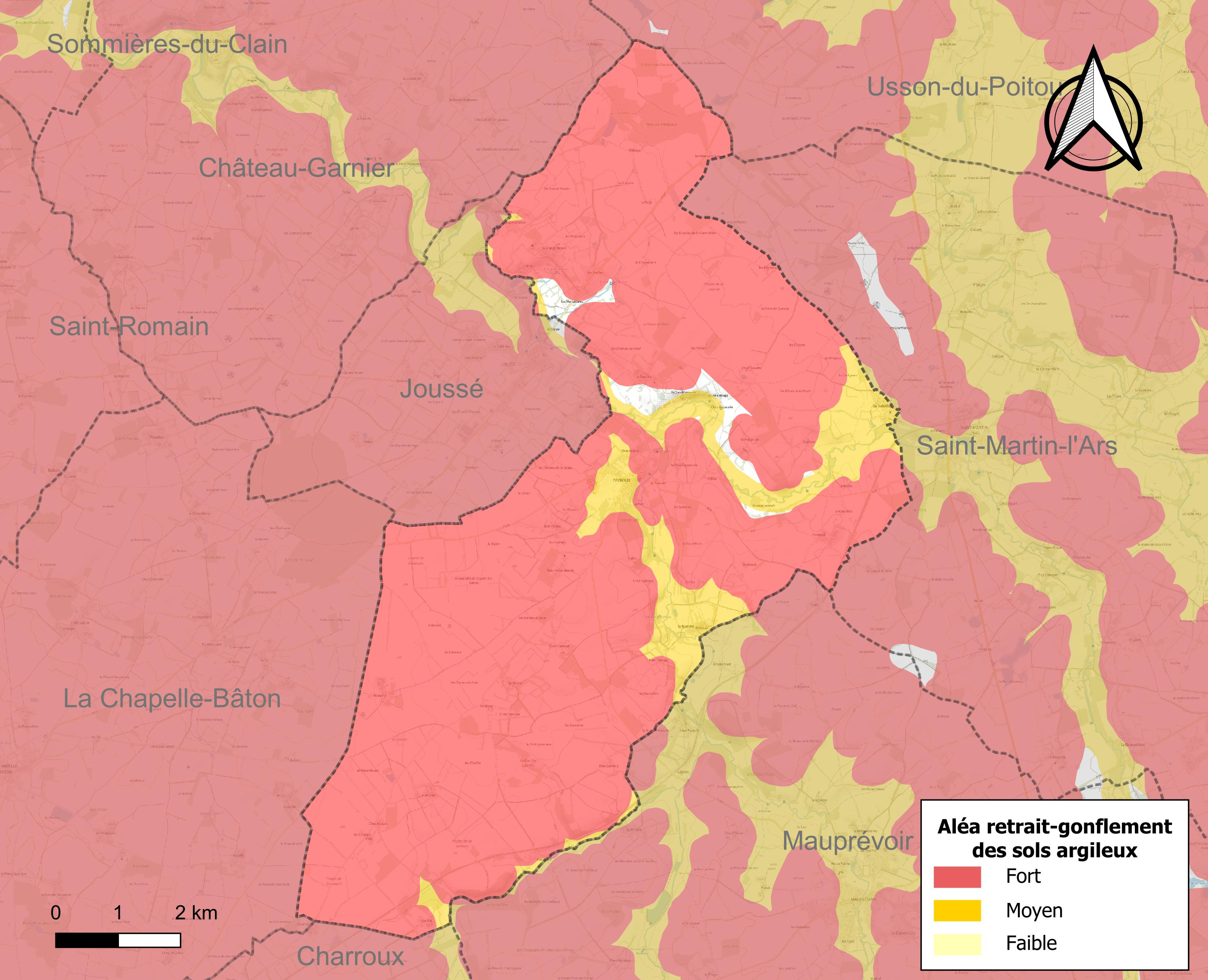
Carte des zones d'aléa retrait-gonflement des sols argileux de Payroux.

Les mouvements de terrains susceptibles de se produire sur la commune sont des affaissements et effondrements liés aux cavités souterraines (hors mines) et des tassements différentiels. Afin de mieux appréhender le risque d’affaissement de terrain, un inventaire national permet de localiser les éventuelles cavités souterraines sur la commune. Le retrait-gonflement des sols argileux est susceptible d'engendrer des dommages importants aux bâtiments en cas d’alternance de périodes de sécheresse et de pluie. 98,1 % de la superficie communale est en aléa moyen ou fort (79,5 % au niveau départemental et 48,5 % au niveau national). Depuis le 1er octobre 2020, en application de la loi ÉLAN, différentes contraintes s'imposent aux vendeurs, maîtres d'ouvrages ou constructeurs de biens situés dans une zone classée en aléa moyen ou fort,.
La commune a été reconnue en état de catastrophe naturelle au titre des dommages causés par la sécheresse en 1989, 1991, 1993, 2003, 2005 et 2017 et par des mouvements de terrain en 1999 et 2010.

## Toponymie
L’orthographe du nom du village a été modifiée : de Péroux (que porte la famille de Ferré de Péroux) en Payroux lors de la révolution française.

## Histoire

### Époque gallo-romaine
Payroux est dans le territoire des Pictons.

### Époque moderne
Au début du XVIIe siècle, Georges de Moussy, écuyer, est le seigneur de Payroux. En 1665, c'est Jean de Ferré, écuyer, qui tient la seigneurie.

### Époque contemporaine
Pendant la Seconde Guerre mondiale, la ligne de démarcation traversait la commune., du 22 juin 1940 au 1er mars 1943, laissant le chef-lieu en zone occupée avec la majeure partie du territoire de la commune.

## Politique et administration

### liste des maires
| Période                                  | Période   | Identité          | Étiquette | Qualité |
| ---------------------------------------- | --------- | ----------------- | --------- | ------- |
| mars 1989                                | mars 2008 | Serge Coquilleau  | UMP       |         |
| mars 2008                                | mars 2014 | Allain Giraud     |           |         |
| mars 2014                                | En cours  | Sylvie Coquilleau |           |         |
| Les données manquantes sont à compléter. |           |                   |           |         |

### Instances judiciaires et administratives
La commune relève du tribunal d'instance de Poitiers, du tribunal de grande instance de Poitiers, de la cour d'appel  de Poitiers, du tribunal pour enfants de Poitiers, du conseil de prud'hommes de Poitiers, du tribunal de commerce de Poitiers, du tribunal administratif de Poitiers et de la cour administrative d'appel  de  Bordeaux, du tribunal des pensions de Poitiers, du tribunal des affaires de la Sécurité sociale de la Vienne, de la cour d’assises de la Vienne.

### Services publics
Les réformes successives de La Poste ont conduit à la fermeture de nombreux bureaux de poste ou à leur transformation en simple relais. Toutefois, la commune a pu maintenir le sien.

## Population et société

### Démographie
L'évolution du nombre d'habitants est connue à travers les recensements de la population effectués dans la commune depuis 1793. Pour les communes de moins de 10 000 habitants, une enquête de recensement portant sur toute la population est réalisée tous les cinq ans, les populations de référence des années intermédiaires étant quant à elles estimées par interpolation ou extrapolation. Pour la commune, le premier recensement exhaustif entrant dans le cadre du nouveau dispositif a été réalisé en 2005.

En 2022, la commune comptait 463 habitants, en évolution de −5,51 % par rapport à 2016 (Vienne : +0,6 %, France hors Mayotte : +2,11 %).
| 1793 | 1800 | 1806 | 1821 | 1831 | 1836 | 1841 | 1846 | 1851 |
| ---- | ---- | ---- | ---- | ---- | ---- | ---- | ---- | ---- |
| 671  | 573  | 643  | 707  | 820  | 844  | 828  | 882  | 872  |

| 1856 | 1861 | 1866 | 1872 | 1876 | 1881 | 1886 | 1891 | 1896 |
| ---- | ---- | ---- | ---- | ---- | ---- | ---- | ---- | ---- |
| 893  | 885  | 895  | 852  | 900  | 856  | 931  | 932  | 939  |

| 1901 | 1906 | 1911 | 1921 | 1926 | 1931 | 1936 | 1946 | 1954 |
| ---- | ---- | ---- | ---- | ---- | ---- | ---- | ---- | ---- |
| 905  | 915  | 919  | 855  | 846  | 850  | 807  | 737  | 734  |

| 1962 | 1968 | 1975 | 1982 | 1990 | 1999 | 2005 | 2006 | 2010 |
| ---- | ---- | ---- | ---- | ---- | ---- | ---- | ---- | ---- |
| 655  | 552  | 526  | 551  | 528  | 501  | 524  | 516  | 502  |

| 2015 | 2020 | 2022 | - | - | - | - | - | - |
| ---- | ---- | ---- | - | - | - | - | - | - |
| 490  | 468  | 463  | - | - | - | - | - | - |

En 2008, selon l’INSEE, la densité de population de la commune était de 17 hab./km2, 61 hab./km2 pour le département, 68 hab./km2 pour la région Poitou-Charentes et 115 hab./km2 pour la France.

### Santé
La commune abrite une maison de retraite (EHPAD résidence les Cèdres de 60 lits et 40 salariés), un centre de post-cure (soins et réadaptation pour malades alcooliques de 70 lits) à La Gandillonnerie.

## Économie
Selon la direction Régionale de l'Alimentation, de l'Agriculture et de la Foret de Poitou-Charentes, il n'y a plus que 24 exploitations agricoles en 2010 contre 28 en 2000.
Les surfaces agricoles utilisées ont paradoxalement augmenté de 24 % et sont passées de 2 468 hectares en 2000 à 2 993 hectares en 2010. Ces chiffres indiquent une concentration des terres sur un nombre plus faible d’exploitations. Cette tendance est conforme à l’évolution  constatée sur tout le département de la Vienne puisque de 2000 à 2007, chaque exploitation a gagné en moyenne 20 hectares.
40 % des surfaces agricoles sont destinées à la culture des céréales (blé tendre essentiellement mais aussi orges et maïs), 23 % pour les oléagineux (colza et tournesol à parts égales), 27 % pour le fourrage et 6 % restent en herbes. En 2000, un hectare (zéro en 2010) était consacré à la vigne.
12 exploitations en 2010 (contre 16 en 2000) abritent un élevage de bovins (1 872 têtes en 2010 contre 1 206 en 2000). C’est un des troupeaux de bovins les plus importants de la Vienne qui rassemblent 48 000 têtes en 2011.
7 exploitations en 2010 (contre 11 en 2000) abritent un élevage d'ovins (1 896 têtes en 2010 contre 2 210 têtes en 2000). Cette évolution est conforme à la tendance globale du département de la Vienne. En effet, le troupeau d'ovins, exclusivement destiné à la production de viande, a diminué de 43,7 % de 1990 à 2007. En 2011, le nombre de têtes dans le département de la Vienne était de 214 300.
5 exploitations en 2010 (contre 6 en 2000) se répartissent le cheptel  des caprins (1 185 têtes en 2010 contre 1 630 têtes en 2000). C'est un des troupeaux importants de caprins du département de la Vienne (74 500 têtes en 2011) qui est le deuxième département pour l'élevage des chèvres derrière le département des Deux-Sèvres. Toutefois, cette baisse du nombre de têtes est révélatrice de l'évolution qu'a connu, en région Poitou-Charente, cet élevage au cours des deux  dernières décennies : division par trois du nombre d'exploitations, augmentation des effectifs moyens par élevage (38 chèvres en 1988, 115 en 2000), division par 10 des chèvreries de  10 à 50 chèvres qui représentaient 50 % des troupeaux en 1988, et multiplication par 6 des élevages de plus de 200 chèvres qui regroupent, en 2000, 45 % du cheptel. Cette évolution des structures de production caprine a principalement pour origine la crise de surproduction laitière de 1990-1991 qui, en parallèle des mesures incitatives, a favorisé des départs d'éleveurs en préretraite et encouragé l'adaptation structurelle des élevages restant. La vocation laitière du troupeau est très forte. Moins de 2 % des élevages caprins sont non laitiers en 2000. La quasi-totalité de la production laitière, en constante augmentation (de 2000 à 2011 : + 44 %) est livrée à l’industrie agro-alimentaire soit 96 % des 485 000 hectolitres récoltés dans l'ensemble du département de la Vienne en 2004. La production de fromage à la ferme reste très marginale et ne représente que 1 % de la production de lait et 6 % des fermes. 75 % des élevages sont basés sur un système de production de type hors sol, la surface agricole étant destinée essentiellement dans ce cas, à la production de fourrage. 75 % de ces exploitations n'élèvent que des chèvres. Le dynamisme de cet élevage, l’accent porté sur la qualité des produits a permis d’obtenir  les AOC « chabichou du Poitou » et « Sainte Maure de Touraine » pour les fromages produits.
L'élevage de volailles est limité à une autoconsommation : 20 têtes en 2000 répartis sur trois fermes contre 67 têtes en 2010 répartis sur cinq fermes.

## Culture locale et patrimoine

### Lieux et monuments

#### Patrimoine religieux
- Église Notre-Dame (XIIe siècle) ; édifice de style roman à chevet plat, percé d'un triplet comme les églises du proche Limousin ; inscrit comme monument historique depuis 1950[31].

L'intérêt de cette petite église réside surtout dans sa façade, encadrée aux angles par de puissants contreforts. De chaque côté de la porte aux trois voussures très simples, on remarque la trace d'anciennes arcatures aveugles, a priori également très simples, qui ont été murées sommairement par des blocs de tailles diverses et même, à droite, par de petites pierres irrégulières. Le portail est surmonté d'une étroite baie qui coupe la corniche soutenue par quelques modillons naïfs. À l'intérieur, un chapiteau montre un accouplement, illustration évidente de la luxure.

#### Patrimoine civil
- Château de Payroux (XIXe siècle). Propriété de la famille de Ferré de Payroux.
- Château de La Touche (XIVe siècle). Le lieu est cité dans les archives du chapitre de l'abbaye de Saint-Hilaire vers 1370. Propriété de la famille de Ferré de Péroux.
- La Fougeraie (XVIe – XIXe siècles). Ancienne propriété des familles de Lambertye, de Vivonne et Bermondet de Cromières.
- La Gandillonnerie (XVIIIe – XIXe siècles). Ancienne propriété de la famille Delhomme[32],[33].

La maison possédait une chapelle particulière. Une des terres en faisant partie portait avant la Révolution le nom curieux de La Tour au Turc. Depuis 1999, les lieux abritent un centre de soins de suite et de réadaptation.

### Personnalités liées à la commune
- René Fumeron (1921-2004) peintre français né à Payroux, connu pour ses décors et ses cartons de tapisseries.
- Robert Charroux (1909-1978), écrivain français néo-évhémériste et pseudo-scientifique.
- Jean-Claude Beaulieu, né en 1944 à Payroux, député UMP de la Charente-Maritime.
- Roger Perréoux, poète et écrivain. De son vrai nom Marie Charles Roger, vicomte de Ferré de Péroux, il est né le 27/08/1887 à Nantes et mort au champs d’honneur le 20/08/1914 à Nomény. Cité à l’ordre du jour, il fut décoré de la Croix de Guerre et de la Médaille Militaire. Passionné par la poésie dès son enfance, il publie son premier recueil, Ombres, en 1912. À la même année, il déménage de Payroux à Paris, possiblement pour se dédier à sa carrière littéraire. En 1913, il publie Le Mariage de Jean. Simple histoire en vers, et son prochain recueil, Poésie Posthume, ne paraît qu’en 1922. Caporal au 125e Régiment d’Infanterie, il tombe atteint de plusieurs balles le 20 août 1914, au combat du Grand Couronné. Il est donc probablement l’un des premiers poètes Morts pour la France de la Grande Guerre. (Source : https://pgg.parisnanterre.fr/lesindividus2/brouillon-auto-268/).

## Sources